# Corona muralis
Die Corona Muralis (lat.: corona‚ dt. Krone, murus‚ dt. Mauer, zu „Mauerkrone“) war eine Auszeichnung des römischen Heeres.
Sie hatte die Form von Mauerzinnen und gehörte zu den begehrtesten Auszeichnungen für Soldaten. Die Corona Muralis wurde bei einer Stadtbelagerung an denjenigen vergeben, der als Erster die Stadtmauern einer feindlichen Stadt erstürmte.
Nach den Aufzeichnungen von Polybios war sie aus Gold, hatte die Form einer Stadtmauer mit Stadttor und wurde mit einem Band am Kopf des Trägers befestigt. In der Kaiserzeit wurde sie vor allem Centurionen verliehen.

## Berühmte Träger
- Tiberius Sempronius Gracchus d. J.
- Marcus Vipsanius Agrippa
- Faustus Cornelius Sulla

## Außerdem
Mit ähnlichen Mauerkronen wurden verschiedene (Stadt-)Göttinnen abgebildet (siehe z. B. Bild bei Kybele).